# Бовшівська сільська рада
| Бовшівська сільська рада — орган місцевого самоврядування у Галицькому районі Івано-Франківської області з адміністративним центром у с. Бовшів. Історична дата утворення: в 1945 році. Водоймища на території, підпорядкованій даній раді: річки: Гнила Липа, Млинівка. Сільській раді підпорядковані населені пункти: - с. Бовшів |

## Склад ради
Рада складається з 16 депутатів та голови.

### Керівний склад ради
| ПІБ                   | Основні відомості                              | Дата обрання | Дата звільнення |
| --------------------- | ---------------------------------------------- | ------------ | --------------- |
| Очкур Ганна Йосипівна | Сільський голова, 1948 року народження, освіта | 26.03.2006   | 31.10.2010      |

Примітка: таблиця складена за даними джерела